# Zwerchiwci
Zwerchiwci (ukr. Зверхівці) – wieś na Ukrainie, w obwodzie chmielnickim, w rejonie chmielnickim, w hromadzie Satanów. W 2001 liczyła 339 mieszkańców, spośród których 334 wskazało jako ojczysty język ukraiński, 4 rosyjski, a 1 białoruski.